# کلاوس-دیتر لودویگ
کلاوس-دیتر لودویگ (انگلیسی: Klaus-Dieter Ludwig؛ ۲ ژانویه ۱۹۴۳ – ۱۸ مهٔ ۲۰۱۶) قایقران روئینگ اهل آلمان شرقی بود.
وی در مسابقات کشوری و بین‌المللی در مجموع برندهٔ ۵ مدال طلا، ۵ مدال نقره شده‌است.